# Santa Coloma del Castelló
Santa Coloma de Castelló fou una antiga església parroquial, romànica, desapareguda, del terme de Jújols, de la comarca del Conflent, a la Catalunya del Nord.
Era a la zona sud-oest del terme, a la partida que encara s'anomena Santa Coloma, o el Lloser Vell.
Només en queden unes restes molt escadusseres.